# Tessa Klein Braskamp
Tessa Klein Braskamp (Gelselaar, 23 maart 1994) is een Nederlands voetballer die tot de zomer van 2016 drie seizoenen uitkwam voor PEC Zwolle. Hiervoor kwam ze twee seizoenen uit voor FC Twente.

## Persoonlijk
Klein Braskamp komt uit een gezin met vier kinderen. Ze heeft drie broers, waaronder tweelingbroer Biense, Sander en Jorrit. Ze groeide op in het Gelderse dorpje Gelselaar.

## Clubcarrière
Klein Braskamp begon haar carrière toen ze een jaar of zes was bij EGVV uit haar geboorteplaats Gelselaar. Ze speelde bij de amateurvereniging in jongenselftallen. Vanaf 2007 trainde ze ook mee bij FC Twente onder 15 en speelde af en toe oefenwedstrijden met de club. In de zomer van 2009 verliet ze EGVV om definitief naar Twente over te gaan. In seizoen 2009/10 speelde ze in het beloftenelftal van de club dat dan uitkomt in de Eerste Klasse voor Vrouwen. Ze werd kampioen met het elftal en promoveerde daarna ook naar de hoofdklasse. In seizoen 2010/11 wist ze met het team wederom promotie af te dwingen, ditmaal naar de Topklasse. Zelf kreeg ze te horen dat ze per seizoen 2011/12 deel uitmaakt van de eerste selectie. In de eerste speelronde maakte ze direct haar debuut. Een vaste basisplaats wist ze nog niet te veroveren. Wel kwam ze in elf duels in actie voor de club.

### Carrièrestatistieken
| Seizoen                    | Club            | Land            | Competitie            | Competitie | Competitie | Beker | Beker | Internationaal | Internationaal | Overig | Overig | Totaal | Totaal |
| Seizoen                    | Club            | Land            | Competitie            | Wed.       | Dlp.       | Wed.  | Dlp.  | Wed.           | Dlp.           | Wed.   | Dlp.   | Wed.   | Dlp.   |
| -------------------------- | --------------- | --------------- | --------------------- | ---------- | ---------- | ----- | ----- | -------------- | -------------- | ------ | ------ | ------ | ------ |
| 2011/12                    | FC Twente       | Nederland       | Eredivisie            | 8          | 0          | 2     | 0     | 1              | 0              | –      | –      | 11     | 0      |
| 2012/13                    | FC Twente       | Nederland       | BeNe League Orange    | 2          | 0          | –     | –     | –              | –              | –      | –      | 2      | 0      |
| 2012/13                    | FC Twente       | Nederland       | Women's BeNe League A | 5          | 1          | –     | –     | –              | –              | –      | –      | 5      | 1      |
| 2013/14                    | PEC Zwolle      | Nederland       | Women's BeNe League   | 26         | 4          | 2     | 0     | –              | –              | –      | –      | 28     | 4      |
| 2014/15                    | PEC Zwolle      | Nederland       | Women's BeNe League   | 23         | 1          | 1*    | 0     | –              | –              | –      | –      | 24     | 1      |
| 2015/16                    | PEC Zwolle      | Nederland       | Eredivisie            | 23         | 2          | 1     | 0     | –              | –              | –      | –      | 24     | 2      |
| Carrière totaal            | Carrière totaal | Carrière totaal | Carrière totaal       | 87         | 5          | 4     | 0     | 1              | 0              | 0      | 0      | 92     | 4      |
| Bijgewerkt tot 23 mei 2016 |                 |                 |                       |            |            |       |       |                |                |        |        |        |        |

## Interlandcarrière

### Nederland onder 19
Op 17 september 2011 debuteerde Klein Braskamp voor het Nederland –19 in een vriendschappelijke wedstrijd tegen Kroatië –19 (5 – 1 winst).
| Interlands van Tessa Klein Braskamp      | Interlands van Tessa Klein Braskamp      | Interlands van Tessa Klein Braskamp      | Interlands van Tessa Klein Braskamp      | Interlands van Tessa Klein Braskamp      | Interlands van Tessa Klein Braskamp      |
| №                                        | Datum                                    | Wedstrijd                                | Uitslag                                  | Soort Wedstrijd                          | Doelpunten                               |
| Als speler bij Voetbalacademie FC Twente | Als speler bij Voetbalacademie FC Twente | Als speler bij Voetbalacademie FC Twente | Als speler bij Voetbalacademie FC Twente | Als speler bij Voetbalacademie FC Twente | Als speler bij Voetbalacademie FC Twente |
| ---------------------------------------- | ---------------------------------------- | ---------------------------------------- | ---------------------------------------- | ---------------------------------------- | ---------------------------------------- |
| 1.                                       | 17 september 2011                        | Nederland – Kroatië                      | 5 – 1                                    | Kwalificatie EK 2012 –19                 | 0                                        |
| 2.                                       | 19 september 2011                        | Bulgarije – Nederland                    | 0 – 3                                    | Kwalificatie EK 2012 –19                 | 0                                        |
| 3.                                       | 5 oktober 2011                           | Nederland – Frankrijk                    | 2 – 2                                    | Vriendschappelijk                        | 0                                        |
| 4.                                       | 13 september 2011                        | Nederland – Engeland                     | 1 – 3                                    | Vriendschappelijk                        | 0                                        |
| 5.                                       | 28 februari 2012                         | Nederland – Duitsland                    | 0 – 1                                    | Vriendschappelijk                        | 0                                        |
| 6.                                       | 6 maart 2012                             | Denemarken – Nederland                   | 2 – 0                                    | Vriendschappelijk                        | 0                                        |
| 7.                                       | 31 maart 2012                            | IJsland – Nederland                      | 1 – 1                                    | Kwalificatie EK 2012 –19                 | 0                                        |
| 8.                                       | 2 april 2012                             | Frankrijk – Nederland                    | 1 – 0                                    | Kwalificatie EK 2012 –19                 | 0                                        |
| 9.                                       | 5 april 2012                             | Nederland – Roemenië                     | 1 – 1                                    | Kwalificatie EK 2012 –19                 | 0                                        |
| 10.                                      | 20 oktober 2012                          | Nederland – Roemenië                     | 4 – 1                                    | Kwalificatie EK 2013 –19                 | 0                                        |
| 11.                                      | 22 oktober 2012                          | Nederland – IJsland                      | 2 – 0                                    | Kwalificatie EK 2013 –19                 | 1                                        |
| 12.                                      | 22 november 2012                         | Nederland – Frankrijk                    | 3 – 1                                    | Vriendschappelijk                        | 0                                        |
| 13.                                      | 24 november 2012                         | Nederland – Frankrijk                    | 0 – 3                                    | Vriendschappelijk                        | 0                                        |
| 14.                                      | 6 maart 2013                             | IJsland – Nederland                      | 3 – 1                                    | Vriendschappelijk                        | 0                                        |
| 15.                                      | 8 maart 2013                             | Frankrijk – Nederland                    | 2 – 0                                    | Vriendschappelijk                        | 0                                        |
| 16.                                      | 10 maart 2013                            | Nederland – Engeland                     | 1 – 0                                    | Vriendschappelijk                        | 0                                        |
| 17.                                      | 9 april 2013                             | Nederland – Italië                       | 2 – 0                                    | Kwalificatie EK 2013 –19                 | 0                                        |

### Nederland onder 17
Op 13 september 2010 debuteerde Klein Braskamp voor het Nederland –17 in een vriendschappelijke wedstrijd tegen Frankrijk –17 (2 – 0 winst).
| Interlands van Tessa Klein Braskamp      | Interlands van Tessa Klein Braskamp      | Interlands van Tessa Klein Braskamp      | Interlands van Tessa Klein Braskamp      | Interlands van Tessa Klein Braskamp      | Interlands van Tessa Klein Braskamp      |
| №                                        | Datum                                    | Wedstrijd                                | Uitslag                                  | Soort Wedstrijd                          | Doelpunten                               |
| Als speler bij Voetbalacademie FC Twente | Als speler bij Voetbalacademie FC Twente | Als speler bij Voetbalacademie FC Twente | Als speler bij Voetbalacademie FC Twente | Als speler bij Voetbalacademie FC Twente | Als speler bij Voetbalacademie FC Twente |
| ---------------------------------------- | ---------------------------------------- | ---------------------------------------- | ---------------------------------------- | ---------------------------------------- | ---------------------------------------- |
| 1.                                       | 13 september 2010                        | Nederland – Frankrijk                    | 2 – 0                                    | Vriendschappelijk                        | 0                                        |
| 2.                                       | 15 september 2010                        | Nederland – Frankrijk                    | 0 – 1                                    | Vriendschappelijk                        | 0                                        |
| 3.                                       | 3 oktober 2010                           | Nederland – Wit-Rusland                  | 3 – 0                                    | Kwalificatie EK 2011 –17                 | 0                                        |
| 3.                                       | 5 oktober 2010                           | Georgië – Nederland                      | 0 – 14                                   | Kwalificatie EK 2011 –17                 | 1                                        |
| 5.                                       | 8 oktober 2010                           | Nederland – Spanje                       | 0 – 1                                    | Kwalificatie EK 2011 –17                 | 0                                        |
| 6.                                       | 25 februari 2011                         | Italië – Nederland                       | 2 – 1                                    | Vriendschappelijk                        | 0                                        |
| 7.                                       | 27 februari 2011                         | Italië – Nederland                       | 0 – 1                                    | Vriendschappelijk                        | 0                                        |

### Nederland onder 16
Op 5 juli 2010 debuteerde Klein Braskamp voor het Nederland –16 in een vriendschappelijke wedstrijd tegen Verenigde Staten –16 (6 – 0 verlies).
| Interlands van Tessa Klein Braskamp      | Interlands van Tessa Klein Braskamp      | Interlands van Tessa Klein Braskamp      | Interlands van Tessa Klein Braskamp      | Interlands van Tessa Klein Braskamp      | Interlands van Tessa Klein Braskamp      |
| №                                        | Datum                                    | Wedstrijd                                | Uitslag                                  | Soort Wedstrijd                          | Doelpunten                               |
| Als speler bij Voetbalacademie FC Twente | Als speler bij Voetbalacademie FC Twente | Als speler bij Voetbalacademie FC Twente | Als speler bij Voetbalacademie FC Twente | Als speler bij Voetbalacademie FC Twente | Als speler bij Voetbalacademie FC Twente |
| ---------------------------------------- | ---------------------------------------- | ---------------------------------------- | ---------------------------------------- | ---------------------------------------- | ---------------------------------------- |
| 1.                                       | 5 juli 2010                              | Nederland – Verenigde Staten             | 0 – 6                                    | Vriendschappelijk                        | 0                                        |
| 2.                                       | 6 juli 2010                              | Noorwegen – Nederland                    | 3 – 0                                    | Vriendschappelijk                        | 0                                        |
| 3.                                       | 8 juli 2010                              | Nederland – Denemarken                   | 1 – 0                                    | Vriendschappelijk                        | 0                                        |
| 4.                                       | 10 juli 2010                             | Zweden – Nederland                       | 5 – 6                                    | Vriendschappelijk                        | 0                                        |

### Nederland onder 15
Op 17 mei 2008 debuteerde Klein Braskamp voor het Nederland –15 in een vriendschappelijke wedstrijd tegen Schotland –15 (7 – 0 winst).
| Interlands van Tessa Klein Braskamp | Interlands van Tessa Klein Braskamp | Interlands van Tessa Klein Braskamp | Interlands van Tessa Klein Braskamp | Interlands van Tessa Klein Braskamp | Interlands van Tessa Klein Braskamp |
| №                                   | Datum                               | Wedstrijd                           | Uitslag                             | Soort Wedstrijd                     | Doelpunten                          |
| Als speler bij EGVV                 | Als speler bij EGVV                 | Als speler bij EGVV                 | Als speler bij EGVV                 | Als speler bij EGVV                 | Als speler bij EGVV                 |
| ----------------------------------- | ----------------------------------- | ----------------------------------- | ----------------------------------- | ----------------------------------- | ----------------------------------- |
| 1.                                  | 17 mei 2008                         | Schotland – Nederland               | 0 – 7                               | Vriendschappelijk                   | 0                                   |
| 2.                                  | 24 mei 2008                         | Nederland – Ierland                 | 3 – 0                               | Vriendschappelijk                   | 0                                   |
| 3.                                  | 15 april 2009                       | Duitsland – Nederland               | 5 – 0                               | Vriendschappelijk                   | 0                                   |
| 4.                                  | 3 mei 2009                          | België – Nederland                  | 0 – 2                               | Vriendschappelijk                   | 0                                   |
| 5.                                  | 6 juni 2009                         | Nederland – België                  | 1 – 2                               | Vriendschappelijk                   | 0                                   |

## Erelijst

### MetFC Twente
| Nationaal                         |    |         |
| Landskampioen Women's BeNe League | 1× | 2012/13 |